# المقلق (كتاب)
المقلق. كتاب صنفه الإمام ابن الجوزي جمع فيه من الأحاديث المخوفات، والمحذرات من السيئات، والواصفات للعقوبات، والحكايات المزعجات ما يقلق المطمئن، ويقلقل الساكن، ويلين القلب القاسي، ويجري الدمع الجامد وينهض المتكاسل المتقاعد.

## نبذة عن الكتاب
قال في مقدمة الكتاب: فإني رأيت القصاص قد تركوا ما يصلح ذكره في المجالس من التخويف والترهيب، وأخذوا في زخارف باطلة فإن ذكروا حديثاً فالغالب أنه كذب فإن كان صحيحاً فالغالب أنهم يزيدون فيه ما ليس منه، وهمهم برونق المجلس كيف اتفق، فيخرج السامعون وما نهوا عن ذنب, ولا خشع لهم قلب، فإن أفلح القاص قال لهم: رحمة الله واسعة، ولا يذكر أنه شديد العقاب.  ومعلوم أن الواعظ طبيب لأمراض الذنوب، ومصلح لأمزجة القلوب، فإذا رأى يائساً مناه، أو آمناً خوفه، فهو يقاوم الأمراض بأضدادها، وإني رأيت الأمن وقلة الخوف ومساكنة الطمع أمراضاً، قد استولت على النفوس فعلمت أنه ما ركب من الأدوية التخويف، لأنه إذا حدث الساكن بما يوجب السكون كان كمبرود أعطى برودة، فجمعت في هذا الكتاب من الأحاديث المخوفات، والمحذرات من السيئات، والواصفات للعقوبات، والحكايات المزعجات ما يقلق المطمئن، ويقلقل الساكن، ويلين القلب القاسي، ويجري الدمع الجامد وينهض المتكاسل المتقاعد.. والله الموفق.

## وصلات خارجية
- كتاب المقلق ..لابن الجوزي ... من دكانة الكتب على يوتيوب.